# Саратовское высшее военное авиационное училище лётчиков
Саратовское высшее военное авиационное училище лётчиков (Саратовское ВВАУЛ) — лётное училище в городе Саратов.

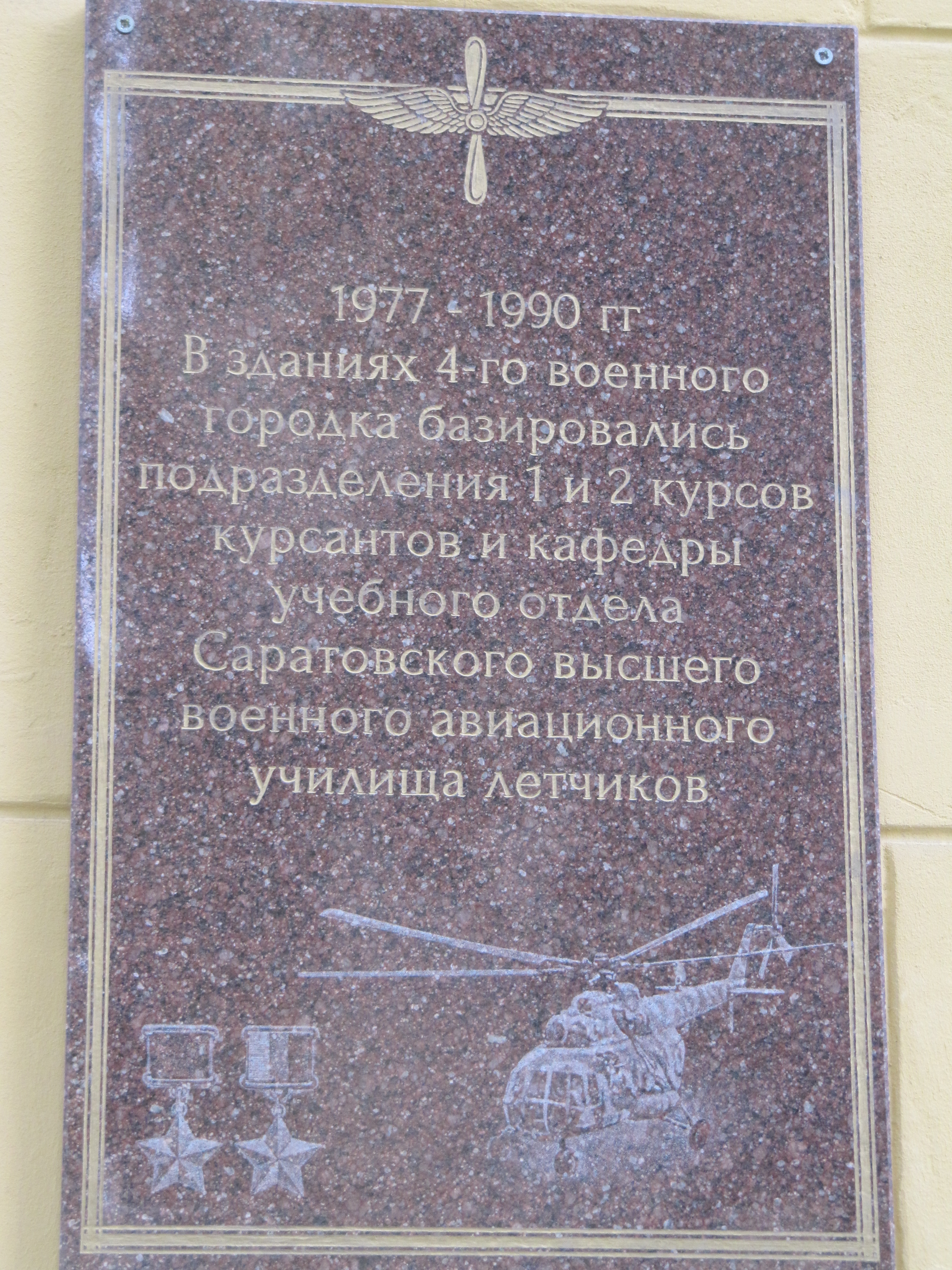
Саратовское высшее военное авиационное училище лётчиков

Существовало с 1969 по 1991 и специализировалось на подготовке лётчиков для Армейской авиации.
Лётная подготовка курсантов училища велась в трёх учебных вертолётных полках, базировавшихся на аэродромах:
- 131 учебный вертолётный полк (в/ч 21965) — Сокол Саратовской области (существует и поныне в составе Сызранского ВАИ);
- 437 учебный вертолётный полк (в/ч 45659) — Озинки Саратовской области, расформирован в 1998;
- 95 учебный вертолётный полк (в/ч 40802) — Тащиловка (г. Сердобск Пензенской области), расформирован в 1991.

В июне 2012 года министр обороны России Анатолий Сердюков заявил о возможном восстановлении Саратовского вертолётного училища; производится подбор площадки для размещения этого учреждения.

## История
- 31 декабря 1969 года приказом МО СССР № 0029 была создана Саратовская военная авиационная школа пилотов.
- 15 февраля 1970 года в состав школы вошли 131-й УВП и 297-й ОБАТО.
- 06 февраля 1971 года школа пополнилась Озинскими частями: 437-й УВП и 744-й ОБАТО переданными из Сызранского ВАУЛ.
- 12 июня 1971 года Школа пилотов преобразована в Саратовское Военное Авиационное Училище Летчиков.
- В сентябре 1971 года училищу были приданы Сердобские части: 95-й УВП и 751-й ОБАТО переданные из Краснодарского училища.
- 1972 — первый выпуск пилотов-прапорщиков
- 1973 — первый выпуск офицеров-лётчиков
- 25 августа 1977 года училище преобразовано в Саратовское Высшее Военное Авиационное Училище Лётчиков.
- 1978 — первый выпуск лётчиков с высшим образованием
- 1991 — училище расформировано, курсанты переведены в Уфимское ВВАУЛ.

За годы существования училища обучение в нем прошли более семи тысяч человек.
К 40 летию Саратовского ВВАУЛ группой энтузиастов была выпущена Памятная общественная медаль «Саратовское ВВАУЛ», а 30 июля 2009 года решением № 41 председателя Комиссии по общественным медалям и памятным знакам утверждено учреждение памятной общественной медали «Саратовское ВВАУЛ».
В 2012 году принято решение о восстановлении Саратовского лётного училища. На данный момент его формирование только начинается.

## Начальники
- Анофриев, Иван Иванович  полковник  (1969-?)
- Демендеев, Геннадий Степанович  полковник (в последствии генерал-майор) (1977-1984)
- Реснянский, Вячеслав Иванович  полковник (в последствии генерал-майор авиации) (1984-1989)